# Поворот Гивенса
Поворот Гивенса — линейный оператор поворота вектора на некоторый заданный угол.
Матрица Гивенса {\displaystyle G_{kl}} имеет следующий вид:
{\displaystyle G_{kl}={\begin{bmatrix}1&\cdots &0&\cdots &0&\cdots &0\\\vdots &\ddots &\vdots &&\vdots &&\vdots \\0&\cdots &\cos {\phi }&\cdots &-\sin {\phi }&\cdots &0\\\vdots &&\vdots &\ddots &\vdots &&\vdots \\0&\cdots &\sin {\phi }&\cdots &\cos {\phi }&\cdots &0\\\vdots &&\vdots &&\vdots &\ddots &\vdots \\0&\cdots &0&\cdots &0&\cdots &1\end{bmatrix}}}
Данная матрица отличается от единичной матрицы только подматрицей:
{\displaystyle M(\phi )={\begin{bmatrix}\cos {\phi }&-\sin {\phi }\\\sin {\phi }&\cos {\phi }\end{bmatrix}}}
расположенной на строках и столбцах с номерами {\displaystyle k} и {\displaystyle l}. Является ортогональной.
Если дан вектор {\displaystyle a={\begin{bmatrix}a_{1}&\ldots &a_{n}\end{bmatrix}}^{T}\in \mathbb {R} ^{n}}, {\displaystyle s={\sqrt {a_{k}^{2}+a_{l}^{2}}}\neq 0}, то выбрав:
{\displaystyle \cos {\phi }={\frac {a_{k}}{\sqrt {a_{k}^{2}+a_{l}^{2}}}}} {\displaystyle \sin {\phi }={\frac {-a_{l}}{\sqrt {a_{k}^{2}+a_{l}^{2}}}}}
можно обнулить {\displaystyle l}-ю компоненту вектора {\displaystyle a}:
{\displaystyle {\begin{bmatrix}\cos {\phi }&-\sin {\phi }\\\sin {\phi }&\cos {\phi }\end{bmatrix}}{\begin{bmatrix}a_{k}\\a_{l}\end{bmatrix}}={\begin{bmatrix}\cos {\phi }\cdot a_{k}-\sin {\phi }\cdot a_{l}\\\sin {\phi }\cdot a_{k}+\cos {\phi }\cdot a_{l}\end{bmatrix}}={\begin{bmatrix}{\frac {a_{k}^{2}+a_{l}^{2}}{\sqrt {a_{k}^{2}+a_{l}^{2}}}}\\{\frac {-a_{l}\cdot a_{k}+a_{k}\cdot a_{l}}{\sqrt {a_{k}^{2}+a_{l}^{2}}}}\end{bmatrix}}={\begin{bmatrix}{\sqrt {a_{k}^{2}+a_{l}^{2}}}\\0\end{bmatrix}}}
С помощью поворотов Гивенса можно вычислять QR-разложение матриц и приводить эрмитовы матрицы к диагональной форме, а матрицы общего вида к трёхдиагональной, треугольной или хессенберговской форме.
При повороте Гивенса для матрицы ({\displaystyle G_{kl}AG_{kl}^{T}}) в плоскости {\displaystyle (p,q)} сохраняется сумма квадратов внедиагональных элементов за исключением элементов {\displaystyle a_{pq},a_{qp}}
{\displaystyle (\sum _{i\neq j}|a_{i,j}|^{2})-|a_{pq}|^{2}-|a_{qp}|^{2}=const}
Это свойство используется в методе диагонализации Якоби.

## Трёхдиагонализация
Последовательно вращая ({\displaystyle G_{kl}AG_{kl}^{T}}) плоскости {\displaystyle (2,3)}, {\displaystyle (2,4)}, … , {\displaystyle (2,n)} (при этом зануляя элементы {\displaystyle a_{31},a_{41},...,a_{n1}}), затем последовательно вращая плоскости {\displaystyle (3,4)}, {\displaystyle (3,5)}, … , {\displaystyle (3,n)} (при этом зануляя элементы {\displaystyle a_{42},a_{52},...,a_{n2}}) и так далее, можно привести эрмитову (симметричную) матрицу к трёхдиагональной форме, а произвольную матрицу к хессенберговой форме.
Также того же самого можно добиться при помощи преобразований Хаусхолдера.

## QR-разложение
Последовательно вращая ({\displaystyle G_{kl}A}) столбцы матрицы в плоскостях {\displaystyle (1,2)}, {\displaystyle (1,3)}, … , {\displaystyle (1,n)} (при этом зануляя элементы {\displaystyle a_{21},a_{31},...,a_{n1}}), затем в плоскостях {\displaystyle (2,3)}, {\displaystyle (2,4)}, … , {\displaystyle (2,n)} (при этом зануляя элементы {\displaystyle a_{32},a_{42},...,a_{n2}}) и так далее, можно привести матрицу к верхнетреугольному виду.
Также того же самого можно добиться при помощи преобразований Хаусхолдера или метода ортогонализации Грама — Шмидта.
Сложность QR-разложения хессенберговой матрицы {\displaystyle O(n^{2})} (при этом {\displaystyle RQ} снова будет хессенберговой), в то время как сложность QR-разложения произвольной матрицы {\displaystyle O(n^{3})}.